# Jeff Tarango
Jeffrey Gail Tarango, detto Jeff (Manhattan Beach, 20 novembre 1968), è un allenatore di tennis ed ex tennista statunitense.
Top ten del ranking ATP di doppio e finalista, sempre nel doppio, nel Open di Francia 1999, viene ricordato per un curioso episodio avvenuto a Wimbledon nel 1995 durante il quale, a seguito di un suo ritiro, la moglie schiaffeggiò l'arbitro di sedia Bruno Rebeuh.

## Carriera
Jeff Tarango passa al professionismo nel 1989 e, nel corso della sua carriera, ha vinto 2 titoli ATP in singolare e 14 titoli nel doppio. Il risultato di maggior prestigio raggiunto nella sua carriera è la finale di doppio all'Open di Francia 1999 dove, in coppia con Goran Ivanišević venne sconfitto dalla coppia indiana formata da Mahesh Bhupathi e Leander Paes con il punteggio di 6-2, 7-5.
Oltre che per i suoi successi sul campo di tennis Jeff Tarango viene ricordato per ciò che accadde durante il terzo turno del torneo di Wimbledon del 1995 nell'incontro contro il tedesco Alexander Mronz. Varie decisioni controverse da parte dell'arbitro di sedia, il francese Bruno Rebeuh, fecero innervosire Jeff Tarango, che, beccato dal pubblico, urlò "Shut up" alla platea. L'arbitro ammonì quindi il giocatore per "udibile oscenità"; Jeff quindi accusò l'arbitro di essere "l'arbitro più corrotto del mondo" e, dopo un nuovo penalty point, prese la sua borsa e la sua racchetta e lasciò volontariamente il campo sul 6-7 1-3. A questo punto la moglie di Tarango, Benedicte, scese dagli spalti e schiaffeggiò davanti a tutti Rebeuh. A seguito di ciò Jeff Tarango venne multato con 63.000$ e con l'esclusione dal torneo di Wimbledon dell'anno successivo.
Tarango si ritirò dal circuito maggiore nel 2003, ma nel 2010 con delle Wild Card ha raggiunto il terzo turno di qualificazione al torneo challenger USTA LA Tennis Open 2010, dove venne eliminato dal coreano Jun Woong-Sun, e il primo turno dell'USA F23 2010.
Dopo aver lasciato l'agonismo è diventato allenatore e ha seguito tra gli altri una giovanissima Maria Sharapova.

## Statistiche

### Singolare

#### Vittorie (2)
| Numero | Data            | Torneo                               | Superficie  | Sfidante in finale | Punteggio     |
| 1.     | 5 gennaio 1992  | Wellington Classic 1992, Wellington  | Cemento     | Aleksandr Volkov   | 6-1, 6-0, 6-3 |
| 2.     | 17 ottobre 1992 | Tel Aviv Open 1992, Tel Aviv         | Cemento     | Stéphane Simian    | 4-6, 6-3, 6-4 |
| 3.     | 3 agosto 1997   | Poznań Challenger 1997, Poznań       | Terra rossa | David Rikl         | 7-5, 6-3      |
| 4.     | 25 luglio 1999  | Newcastle Challenger 1999, Newcastle | Terra rossa | Ronald Agénor      | 3-6, 6-0, 7-6 |

#### Sconfitte in finale
| Numero | Data              | Torneo                                  | Superficie  | Avversario in finale | Punteggio     |
| 1.     | 21 aprile 1991    | Seoul Open 1991, Seul                   | Cemento     | Patrick Baur         | 4-6, 6-1, 6-7 |
| 2.     | 12 settembre 1993 | Azores Challenger 1993, Azores          | Cemento     | Rodolphe Gilbert     | 1-6, 7-5, 4-6 |
| 3.     | 25 ottobre 1993   | Reunion Island Challenger 1993, Reunion | Cemento     | Ronald Agénor        | 3-6, 4-6      |
| 4.     | 18 settembre 1994 | ATP Bordeaux 1994, Bordeaux             | Cemento     | Wayne Ferreira       | 0-6, 5-7      |
| 5.     | 19 novembre 1995  | Nantes Challenger 1995, Nantes          | Cemento     | Guillaume Raoux      | 2-6, 5-7      |
| 6.     | 1º agosto 1999    | Croatia Open Umag 1999, Umago           | Terra rossa | Magnus Norman        | 2-6, 4-6      |

### Doppio

#### Vittorie (14)
| Numero | Data              | Torneo                                        | Superficie       | Compagno         | Avversari in finale               | Punteggio        |
| 1.     | 25 ottobre 1993   | Reunion Island Challenger 1993, Reunion       | Cemento          | Jonathan Canter  | Lan Bale Mark Kaplan              | 6-4, 3-6, 7-5    |
| 2.     | 25 ottobre 1993   | Seoul Open 1995, Seul                         | Cemento          | Sébastien Lareau | Joshua Eagle Andrew Florent       | 6-3, 6-2         |
| 3.     | 23 luglio 1995    | Washington Open 1995, Washington              | Cemento          | Olivier Delaître | Petr Korda Cyril Suk              | 4-6, 6-3, 6-2    |
| 4.     | 17 settembre 1995 | Romanian Open 1995, Bucarest                  | Terra rossa      | Mark Keil        | Cyril Suk Daniel Vacek            | 6-4, 7-6         |
| 5.     | 23 giugno 1996    | Kosice Challenger 1996, Košice                | Terra rossa      | Olivier Delaître | Jan Kodeš Petr Pála               | 7-6, 6-3         |
| 6.     | 14 luglio 1996    | Swedish Open 1996, Båstad                     | Terra rossa      | David Ekerot     | Joshua Eagle Peter Nyborg         | 6-4, 3-6, 6-4    |
| 7.     | 15 settembre 1996 | Romanian Open 1996, Bucarest                  | Terra rossa      | David Ekerot     | David Adams Menno Oosting         | 7-6, 7-6         |
| 8.     | 15 novembre 1998  | Kremlin Cup 1998, Mosca                       | Sintetico Indoor | Jared Palmer     | Evgenij Kafel'nikov Daniel Vacek  | 6-4, 6-7, 6-3    |
| 9.     | 16 gennaio 1999   | Heineken Open 1999, Auckland                  | Cemento          | Daniel Vacek     | Jiří Novák David Rikl             | 7-5, 7-5         |
| 10.    | 14 febbraio 1999  | St. Petersburg Open 1999, San Pietroburgo     | Sintetico indoor | Daniel Vacek     | Menno Oosting Andrei Pavel        | 3-6, 6-3, 7-5    |
| 11.    | 18 aprile 1999    | Japan Open Tennis Championships 1999, Tokyo   | Cemento          | Daniel Vacek     | Wayne Black Brian MacPhie         | 4-3r             |
| 12.    | 11 luglio 1999    | Swedish Open 1999, Båstad                     | Terra rossa      | David Adams      | Nicklas Kulti Mikael Tillström    | 7-6, 6-4         |
| 13.    | 20 settembre 1999 | Brighton International 1999, Bournemouth      | Terra rossa      | David Adams      | Michael Kohlmann Nicklas Kulti    | 6-3, 6-7, 7-6    |
| 14.    | 3 ottobre 1999    | Grand Prix de Tennis de Toulouse 1999, Tolosa | Cemento indoor   | Olivier Delaître | David Adams John-Laffnie de Jager | 6-3, 6-7, 7-6    |
| 15.    | 25 giugno 2000    | Braunschweig Challenger 2000, Braunschweig    | Terra rossa      | Jens Knippschild | Álex López Morón Albert Portas    | 6-2, 6-2         |
| 16.    | 26 novembre 2000  | Brighton International 2000, Brighton         | Cemento indoor   | Michael Hill     | Paul Goldstein Jim Thomas         | 6-3, 7-5         |
| 17.    | 15 aprile 2001    | Grand Prix Hassan II 2001, Casablanca         | Terra rossa      | Michael Hill     | Pablo Albano David Macpherson     | 7–6(2), 6-3      |
| 18.    | 10 agosto 2008    | USA F21 2008, Milwaukee                       | Cemento          | Edward Kelly     | Raven Klaasen Ryan Young          | 6-3, 3-6, [11-9] |

#### Sconfitte in finale
| Numero | Data              | Torneo                                             | Superficie       | Compagno         | Avversari in finale              | Punteggio        |
| 1.     | 12 settembre 1993 | Azores Challenger 1993, Azores                     | Cemento          | Chris Bailey     | Bryan Shelton Roger Smith        | 4-6, 4-6         |
| 2.     | 19 giugno 1994    | Hypo Group Tennis International 1994, Sankt Pölten | Terra rossa      | Adam Malik       | Vojtěch Flégl Andrew Florent     | 6-3, 1-6, 4-6    |
| 3.     | 25 giugno 1995    | Kosice Challenger 1995, Košice                     | Terra rossa      | Adrian Voinea    | Jiří Novák David Rikl            | 6-7, 2-6         |
| 4.     | 14 aprile 1997    | Hong Kong Open 1997, Hong Kong                     | Cemento          | Karsten Braasch  | Martin Damm Daniel Vacek         | 3-6, 4-6         |
| 5.     | 17 gennaio 1998   | Heineken Open 1998, Auckland                       | Cemento          | Tom Nijssen      | Patrick Galbraith Brett Steven   | 4-6, 2-6         |
| 6.     | 2 agosto 1998     | Countrywide Classic 1998, Los Angeles              | Cemento          | Daniel Vacek     | Patrick Rafter Sandon Stolle     | 4-6, 4-6         |
| 7.     | 6 giugno 1999     | Open di Francia 1999, Parigi                       | Terra rossa      | Goran Ivanišević | Mahesh Bhupathi Leander Paes     | 2-6, 5-7         |
| 8.     | 15 gennaio 2000   | Heineken Open 2000, Auckland                       | Cemento          | Olivier Delaître | Ellis Ferreira Rick Leach        | 5-7, 4-6         |
| 9.     | 15 ottobre 2000   | Japan Open Tennis Championships 2000, Tokyo        | Cemento          | Michael Hill     | Mahesh Bhupathi Leander Paes     | 4-6, 7–6(1), 3-6 |
| 10.    | 18 febbraio 2001  | Open 13 2001, Marsiglia                            | Cemento indoor   | Michael Hill     | Julien Boutter Fabrice Santoro   | 6(7)–7, 5-7      |
| 11.    | 15 luglio 2001    | Swiss Open Gstaad 2001, Gstaad                     | Terra rossa      | Michael Hill     | Roger Federer Marat Safin        | 1-0, ritiro      |
| 12.    | 22 luglio 2001    | Mercedes Cup 2001, Stoccarda                       | Terra rossa      | Michael Hill     | Guillermo Cañas Rainer Schüttler | 6-4, 6(1)–7, 4-6 |
| 13.    | 7 ottobre 2001    | Kremlin Cup 2001, Mosca                            | Sintetico indoor | Mahesh Bhupathi  | Maks Mirny Sandon Stolle         | 3-6, 0-6         |
| 14.    | 21 ottobre 2001   | Stuttgart Masters 2001, Stoccarda                  | Cemento indoor   | Ellis Ferreira   | Maks Mirny Sandon Stolle         | 6(0)–7, 6(4)–7   |
| 15.    | 23 febbraio 2003  | Andrezieux Challenger 2003, Andrezieux             | Cemento indoor   | Stephen Huss     | David Škoch Lovro Zovko          | 6(4)–7, 6-0, 3-6 |